# Leuzigen
Leuzigen (früher: Leuzingen) ist eine politische Gemeinde im Verwaltungskreis Seeland des Kantons Bern in der Schweiz. Sie besteht aus dem eigentlichen Dorfteil und dem Weiler Brunnadern.

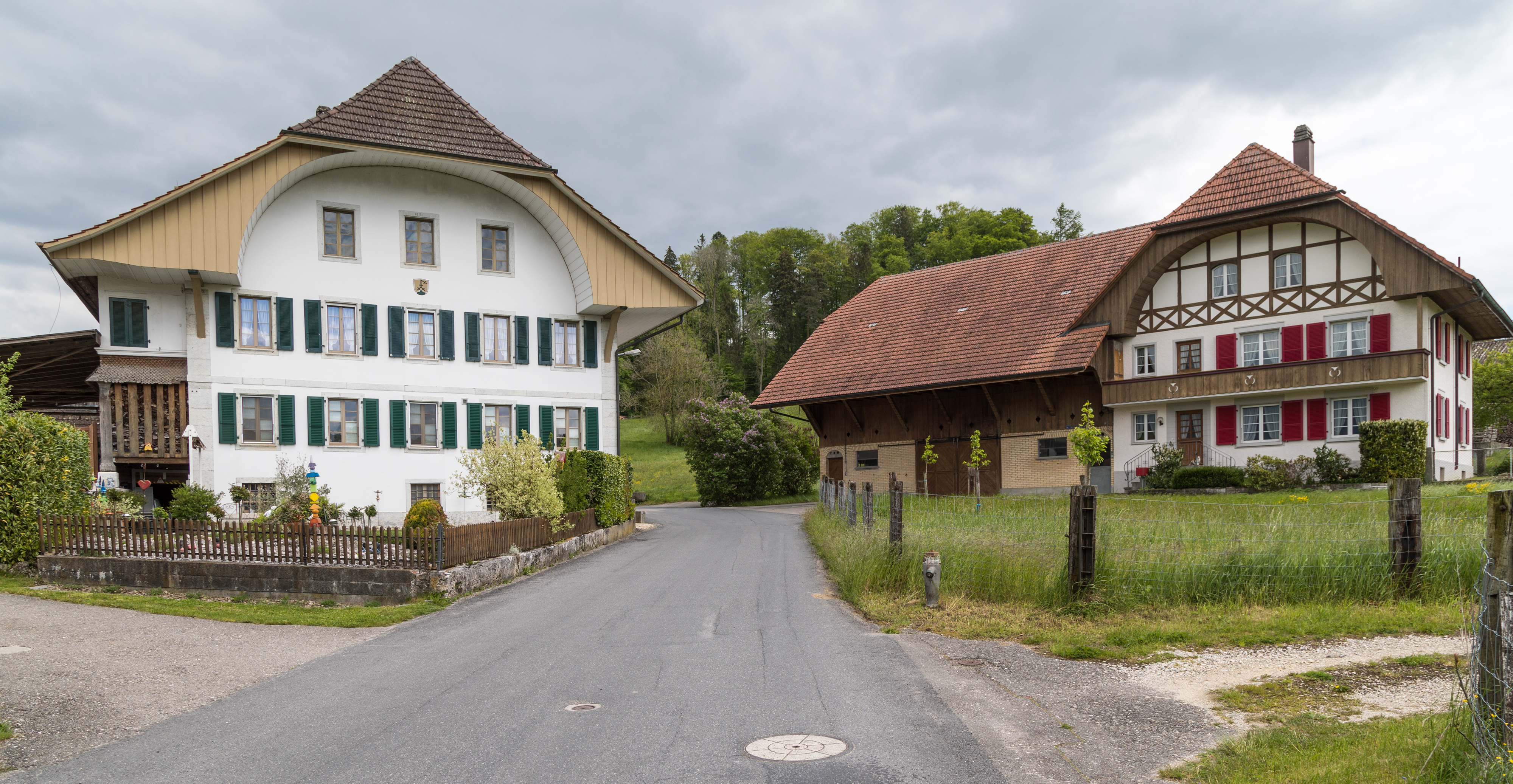
Mühle (von 1821) und Bauernhaus (um 1925)

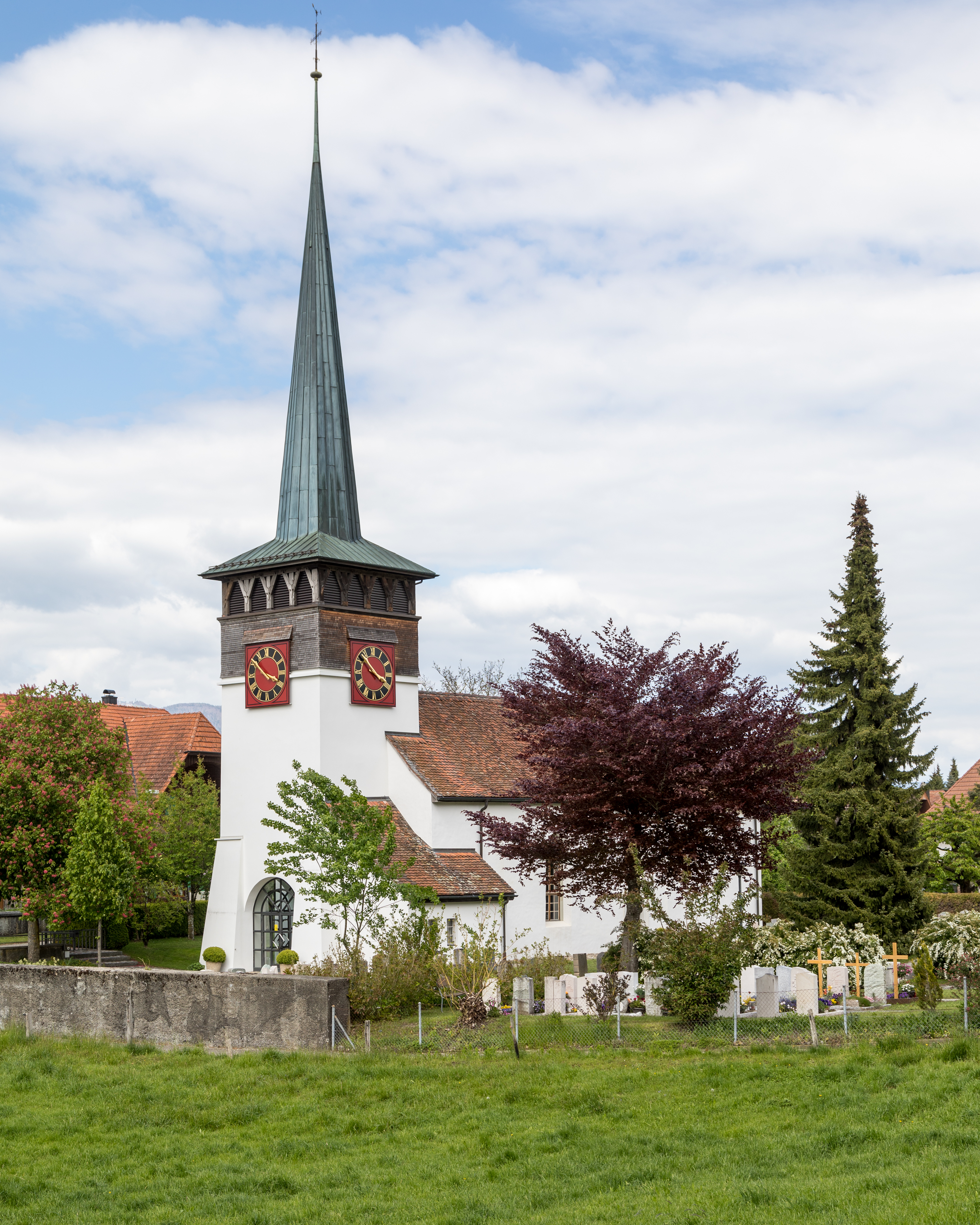
Kirche aus dem 11.–12. Jahrhundert

Speziell für die Gemeinde ist, das nebst der Einwohnergemeinde noch eine Burgergemeinde existiert.

## Geographie
Leuzigen liegt auf 456 m ü. M. als letztes Dorf des Kantons Bern und daher des Seelandes zwischen der Aare und den Anfängen des Bucheggbergs. Es ist an drei Seiten vom Kanton Solothurn umgeben. Das Dorf weist nur kleine Höhenunterschiede von ungefähr 80 Höhenmetern auf.
Die nördliche Gemeindegrenze ist durch den gewundenen Flusslauf der Aare begrenzt. Von da aus erstreckt sich zuerst landwirtschaftlich genutztes Land hinauf bis an die Autobahn A5. Südlich der Autobahn und der parallel dazu verlaufenden, stillgelegten Eisenbahnlinie Solothurn–Büren stehen einige Neubausiedlungen. Das eigentliche Dorf besteht aus alten Bauernhäusern gemischt mit neueren Häusern entlang der Hauptstrasse und der Bucheggbergstrasse nach Bibern SO. Des Weiteren befindet sich hinter dem eiszeitlichen Moränenwall des Längenbergs noch eine Siedlung mit dem Namen Brunnadern.
Die Nachbargemeinden von Norden beginnend im Uhrzeigersinn sind Bettlach, Selzach, Nennigkofen, Lüterkofen-Ichertswil, Buchegg und Arch.

## Bevölkerung
| Bevölkerungsentwicklung | Bevölkerungsentwicklung | Bevölkerungsentwicklung | Bevölkerungsentwicklung | Bevölkerungsentwicklung | Bevölkerungsentwicklung | Bevölkerungsentwicklung | Bevölkerungsentwicklung | Bevölkerungsentwicklung | Bevölkerungsentwicklung |
| ----------------------- | ----------------------- | ----------------------- | ----------------------- | ----------------------- | ----------------------- | ----------------------- | ----------------------- | ----------------------- | ----------------------- |
| Jahr                    | 1764                    | 1850                    | 1900                    | 1950                    | 1960                    | 2000                    | 2007                    | 2015                    | 2018                    |
| Einwohner               | 518                     | 1107                    | 947                     | 1154                    | 1193                    | 1157                    | 1188                    | 1216                    | 1256                    |

Die Bevölkerungszahl pendelt seit mehreren Jahren zwischen 1100 und 1200 Personen. Leuzigen gehört so zu den kleineren Berner Gemeinden.
Vor allem im oberen Dorfteil entstanden in den letzten Jahren einige neue Häuser.

## Politik
Gemeindepräsident ist Daniel Baumann (Stand 2024).
Bei den Nationalratswahlen 2023 betrugen die Wähleranteile in Leuzigen (in Klammern die Veränderung im Vergleich zu den Wahlen 2019 in Prozentpunkten): SVP 39,74 % (+2,91), SP 12,67 % (+2,48), Mitte 12,44 % (−3,81), glp 10,74 % (+3,08), FDP 9,31 % (−1,90), EDU 3,75 % (+1,54), Grüne 2,74 % (−3,88), EVP 2,03 % (+0,66), SD 1,40 % (+0,31).

## Verkehr
Leuzigen ist verkehrstechnisch gut erschlossen. Das Dorf liegt an der Hauptstrasse 22 zwischen Lyss und Solothurn (10 Minuten).
Ausserdem führt die Autobahn A5 über das Leuziger Gemeindegebiet in der Nähe der Aare.
In Dorfnähe befinden sich zwei Autobahnzubringer: im Osten (4 km entfernt) ist es die Auffahrt Solothurn-West und im Westen (3 km entfernt) der Anschluss Grenchen.
Leuzigen ist an das Netz des öffentlichen Verkehrs angeschlossen. Im Stundentakt, in Stosszeiten am Morgen und Abend im Halbstundentakt, pendeln Busse zwischen Solothurn und Zollikofen bei Bern (Linie 8 bzw. 888) und ersetzen so die Eisenbahnlinie Solothurn–Büren, die im Jahr 1994 stillgelegt wurde. So ist Leuzigen einerseits mit der nächsten grösseren Stadt Solothurn wie auch mit Büren und dem ganzen Bucheggberg verbunden. Im Nachbardorf Arch besteht auch eine Umsteigemöglichkeit auf das Netz der Grenchner Busbetriebe. Von Frühling bis Herbst verkehrt die Fähre Altreu–Leuzigen für den Transport von Personen und Fahrrädern nach Altreu auf der anderen Seite der Aare.

## Geschichte

Luftbild (1958)

Am westlichen Dorfrand entstand im 11./12. Jahrhundert ein Cluniazenser-Priorat mit Kirche. Papst Gregor VII. hatte eine grundlegende Reform der vom Weg der Frömmigkeit etwas abgekommenen Kirche in die Wege geleitet. Das St. Ursenstift in Solothurn war im 10. Jahrhundert von einem Kloster in ein weltliches Chorherren-Stift umgewandelt worden. Offenbar war der nahe Ort Leuzigen gewählt worden, weil man im Stift gewisse Missstände erkannte, denen im Sinne der Cluniazensischen Reform entgegengewirkt werden sollte.
Um 1530 hielt die Reformation in Leuzigen Einzug.